# Felinologia
Felinologia (łac. felinus ‘koci’, gr. logos – ‘słowo’) – dział zoologii (konkretniej teriologii) badający koty (Felinae). Koncentruje się na ich anatomii, genetyce, fizjologii i bioróżnorodności, zarówno gatunków dzikich, jak i ras kotów domowych.